# Patellapis bilineata
Patellapis bilineata är en biart som först beskrevs av Heinrich Friese 1909.  Patellapis bilineata ingår i släktet Patellapis och familjen vägbin. Inga underarter finns listade i Catalogue of Life.